# ناسکو سیراکوف
ناسکو سیراکوف (بلغاری: Наско Петков Сираков؛ زادهٔ ۲۶ آوریل ۱۹۶۲) بازیکن فوتبال اهل بلغارستان بود.
از باشگاه‌هایی که در آن بازی کرده‌است می‌توان به باشگاه فوتبال بوتو پلوودیو، باشگاه فوتبال اسپانیول، باشگاه فوتبال رئال ساراگوسا، باشگاه فوتبال لفسکی صوفیه، و باشگاه فوتبال لانس اشاره کرد.
وی همچنین در تیم ملی فوتبال بلغارستان بازی کرده‌است.